# Ordre de la République (Tunisie)
Pour les articles homonymes, voir Ordre de la République.
L'ordre de la République est un ordre honorifique tunisien créé le 16 mars 1959.
Le grand maître de l'ordre est le président de la République tunisienne.

## Récipiendaires

### Grands cordons
- Habib Ammar[2]
- Rachid Ammar[3]
- Chedly Ayari[4]
- Tahar Ben Ammar[5]
- Amor Chadli[6]
- Mohamed Ennaceur[7]
- Habib Essid[8],[9]
- Mehdi Jomaa[10]
- Ali Larayedh[11]
- Mahmoud Messadi[12]
- Mansour Moalla[4]
- Mohammed VI[13]
- Moulay Hassan[13]
- Moulay Rachid[13]
- Abderrazak Rassaa[14]
- Rachid Sfar[6]
- Mansour Skhiri[6]

### Grands officiers
- Houcine Abassi[15],[16]
- Taoufik Baccar[17]
- Moungi G. Bawendi[18]
- Chokri Belaïd[15]
- Mohamed El Aziz Ben Achour[19]
- Abdessattar Ben Moussa[15]
- Wided Bouchamaoui[15],[20]
- Djamila Bouhired[21] (Algérie)
- Lazhar Bououni[22]
- Mohamed Brahmi[15]
- Mohamed Charfi[23]
- Tahar Haddad[24]
- Zeiza Gisèle Élise Taïeb dite Gisèle Halimi[25]
- Hamdi Meddeb[26]
- Abbès Mohsen[19]
- Kamel Morjane[27]
- Mohamed Talbi[28]
- Zouhair Yahyaoui[29]

### Commandeurs
- Mohamed Belhocine[30] (Algérie)
- Bochra Belhaj Hmida[31]
- Mohamed Fadhel Ben Achour[32]
- Rafâa Ben Achour[33]
- Yadh Ben Achour[33]
- Lotfi Ben Jeddou[34]
- Azedine Beschaouch[33]
- Mohamed Salah Ben Aïssa[35]
- Sophie Bessis[36]
- Ibrahim Chabbouh[37]
- Abdelmajid Charfi[38]
- Khadija Chérif[39]
- Mohamed Hédi Chérif[40]
- Foued Daghfous[41]
- Hichem Djaït[2]
- Selma Elloumi[42]
- M'hamed Hassine Fantar[43]
- Mustapha Filali[44]
- Mongi Hamdi[34]
- Ghazi Jeribi[34]
- Thouraya Jeribi Khémiri[45]
- Maya Jribi[39],[46]
- Amel Karboul[34]
- Néziha Labidi[47]
- Ammar Mahjoubi[2]
- Sonia M'Barek[39]
- Abdelwahab Meddeb[48]
- Mouna Noureddine[49]
- Mourad Sakli[34]
- Mokhtar Trifi[50]
- Abdelkrim Zbidi[51]
- Abderrazak Zouari[33]

### Officiers
- Hassen Annabi[52],[33]
- Salma Baccar[53],[39]
- Abdelwahab Bouhdiba[54]
- Aïcha Filali[45]
- Azza Filali[39]
- Ridha Gharsallaoui[55]
- El Hadj Gley[56]
- Dorsaf Hamdani[45]
- Néjiba Hamrouni[39]
- Nabiha Karaouli[45]
- Dalenda Larguèche[57],[39]
- Dalila Meftahi[45]
- Abir Moussi[58]
- Kamel Omrane[59]
- Rachida Triki[45]

### Chevaliers
- Sarra Besbes[39]
- Mouna Chebbah[39]
- Milica Čubrilo[60] (Serbie)
- Sadok Belaïd[61]
- Azza Besbes[62]
- Leila Toubel[39],[63],[64]